# آلان سوتر
آلان سوتر (مواليد 22 يناير 1968) هو لاعب كرة قدم متقاعد. يلعب مع منتخب سويسرا لكرة القدم. سبق له أن لعب في كأس العالم لكرة القدم مع منتخب بلاده.

## وصلات خارجية
- آلان سوتر على موقع الاتحاد الدولي (مؤرشف)  (الإنجليزية)
- آلان سوتر على موقع الدوري الأمريكي (الإنجليزية)
- آلان سوتر على موقع قاعدة بيانات كرة القدم.إي يو (الإنجليزية)
- آلان سوتر على موقع بيانات كرة القدم. دي إي (الألمانية)
- آلان سوتر على موقع ناشيونال فوتبول تيمز (الإنجليزية)
- آلان سوتر على موقع Soccerway.com (الإنجليزية)
- آلان سوتر على موقع عالم كرة القدم.نت (الإنجليزية)